# Zamarada dasysceles
Zamarada dasysceles là một loài bướm đêm trong họ Geometridae.